# Svétloie (Sverdlovsk)
|  | Per a altres significats, vegeu «Svétloie». |

Svétloie (en rus: Светлое) és un poble de l'óblast de Sverdlovsk, a Rússia, segons el cens del 2010 tenia 278 habitants.